# Ilyphagus octobranchus
Ilyphagus octobranchus är en ringmaskart som beskrevs av Hartman 1965. Ilyphagus octobranchus ingår i släktet Ilyphagus och familjen Flabelligeridae. Inga underarter finns listade i Catalogue of Life.